# Tiout
Tiout là một đô thị thuộc tỉnh Naama, Algérie. Dân số thời điểm năm 2002 là 3.161 người.